# Kimmo Timonen
Kimmo Samuel Timonen (* 18. März 1975 in Kuopio) ist ein ehemaliger finnischer Eishockeyspieler, der über 1100 Spiele in der National Hockey League absolviert hat und dabei vor allem für die Nashville Predators und die Philadelphia Flyers auf dem Eis stand. Im Februar 2015 wechselte er zu den Chicago Blackhawks, gewann mit diesen den Stanley Cup und beendete daraufhin wie zuvor angekündigt seine aktive Karriere. Seit 2020 gehört er der IIHF Hall of Fame an.

## Karriere
Am Anfang seiner Karriere spielte Timonen zwischen 1991 und 1998 in seinem Heimatland Finnland für die Mannschaften KalPa Kuopio, TPS Turku und HIFK Helsinki. In dieser Zeit wurde er im NHL Entry Draft 1993 in der zehnten Runde an 250. Stelle von den Los Angeles Kings ausgewählt.
1998 wagte er den Sprung in die National Hockey League, wo er zunächst für das Farmteam der Nashville Predators, die Milwaukee Admirals, in der International Hockey League spielte. Nach sehr guten Leistungen bei den Admirals setzte er sich endgültig durch und spielte für die Nashville Predators. Seit diesem Zeitpunkt war Timonen in der Mannschaft eine fixe Größe. Als zum Ende der Saison 2006/07 ein Verkauf der Mannschaft beschlossen wurde, herrschte Unklarheit über das verfügbare Budget für die folgende Spielzeit. Im Wissen, dass die Vertragsverlängerung mit Timonen dadurch sehr schwierig werden würde, transferierten ihn die Predators zu den Philadelphia Flyers, die ihm einen 37,8 Millionen US-Dollar schweren Sechsjahresvertrag gaben. Timonen ist bekannt für seine sehr guten Pässe und aggressive Manndeckung.
2006 gewann er mit der finnischen Nationalmannschaft die Silbermedaille bei den Olympischen Winterspielen in Turin. In der Saison 2006/07 war er Mannschaftskapitän der Nashville Predators. Bei den Olympischen Spielen 2014 gewann er mit der finnischen Nationalmannschaft die Bronzemedaille.
Im August 2014 wurden bei Timonen Thromben in beiden Lungen sowie im rechten Bein diagnostiziert. Es bleibt unklar, ob der Finne den Profisport je wieder aufnehmen wird; die Flyers verpflichteten Michael del Zotto als Ersatz. Trotz seiner gesundheitlichen Probleme verpflichteten ihn die Chicago Blackhawks im Februar 2015, wobei die Flyers im Gegenzug ein Zweitrunden-Wahlrecht für den NHL Entry Draft 2015 sowie ein erfolgsabhängiges Viertrunden-Wahlrecht des NHL Entry Draft 2016 erhielten. Somit verließ Timonen Philadelphia nach acht Jahren und über 500 NHL-Einsätzen, wobei er als Grund angab, noch den Stanley Cup gewinnen zu wollen. Wenige Tage nach der Verpflichtung gab er zudem bekannt, seine Karriere nach der Saison zu beenden. Für die Blackhawks kam Timonen insgesamt zu 34 Einsätzen, gewann am Ende der Playoffs tatsächlich den Stanley Cup und beendete seine Karriere wie angekündigt.
Im Jahre 2020 wurde Timonen in die IIHF Hall of Fame gewählt.

## Erfolge und Auszeichnungen
| - 1995 Finnischer Meister mit Turun Palloseura - 1997 All-Star-Team der SM-liiga - 1998 Finnischer Meister mit Helsingfors IFK - 2000 Teilnahme am NHL All-Star Game (verletzungsbedingte Absage) - 2004 Teilnahme am NHL All-Star Game | - 2005 Meister der Mestis mit Kalevan Pallo - 2007 Teilnahme am NHL All-Star Game - 2008 Teilnahme am NHL All-Star Game - 2012 Teilnahme am NHL All-Star Game - 2015 Stanley-Cup-Gewinn mit den Chicago Blackhawks |

### International
| - 1994 All-Star-Team bei der Junioren-Weltmeisterschaft - 1998 Bronzemedaille bei den Olympischen Winterspielen - 1998 Silbermedaille bei der Weltmeisterschaft - 1999 Silbermedaille bei der Weltmeisterschaft - 2001 Silbermedaille bei der Weltmeisterschaft - 2004 All-Star-Team des World Cup of Hockey | - 2004 2. Platz beim World Cup of Hockey - 2006 Silbermedaille bei den Olympischen Winterspielen - 2006 All-Star-Team bei den Olympischen Winterspielen - 2010 Bronzemedaille bei den Olympischen Winterspielen - 2014 Bronzemedaille bei den Olympischen Winterspielen - 2020 Aufnahme in die IIHF Hall of Fame |

## Karrierestatistik

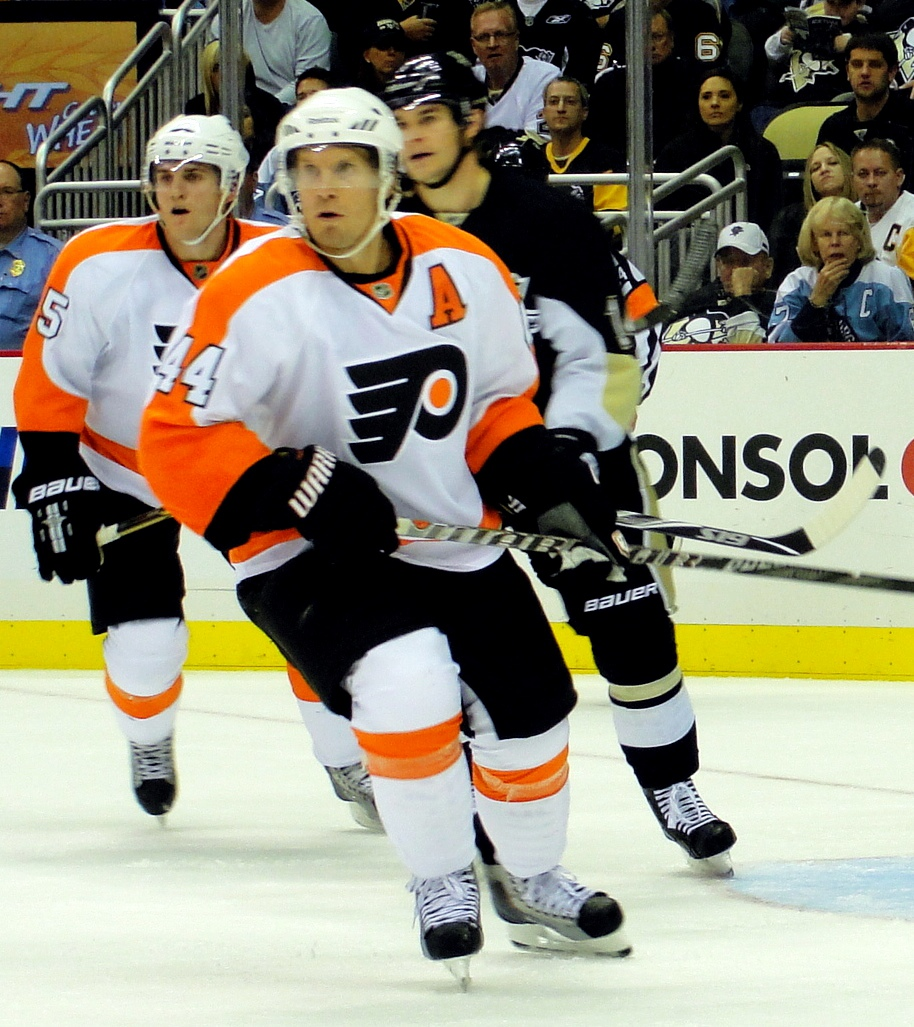
Timonen (Vordergrund) im Trikot der Philadelphia Flyers (2010)

### International
(Legende zur Spielerstatistik: Sp oder GP = absolvierte Spiele; T oder G = erzielte Tore; V oder A = erzielte Assists; Pkt oder Pts = erzielte Scorerpunkte; SM oder PIM = erhaltene Strafminuten; +/− = Plus/Minus-Bilanz; PP = erzielte Überzahltore; SH = erzielte Unterzahltore; GW = erzielte Siegtore; 1 Play-downs/Relegation; Kursiv: Statistik nicht vollständig)